# Rémi Martin

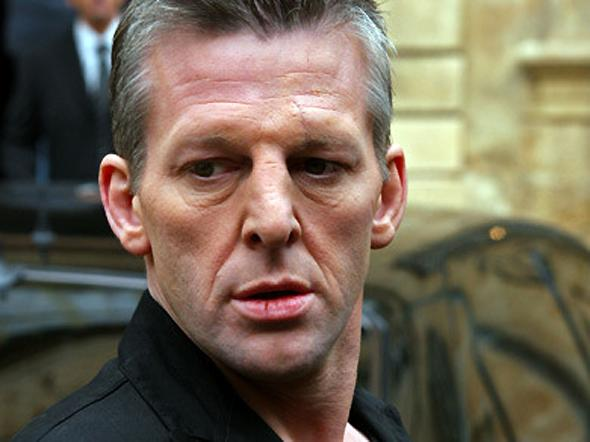
Rémi Martin (2010)

Rémi Martin (* 23. Juli 1965 in Fougères, Département Ille-et-Vilaine, Frankreich) ist ein französischer Schauspieler.

## Leben
Nach seinem Filmdebüt 1985 in Tee im Harem des Archimedes erhielt Rémi Martin für seine Rolle im darauf erschienen Jahr eine César-Nominierung als Bester Nachwuchsdarsteller für seine Rolle in Ehrbare Ganoven. Dadurch wurde er Ende der 1980 und Anfang der 1990er Jahre häufig für Produktionen des französischen Autorenkinos besetzt. In den 90er Jahren blieb er dem Film größtenteils fern und arbeitet seit 2000 wieder vermehrt für Kino- und Fernsehproduktionen.

## Filmografie (Auswahl)
- 1985: Tee im Harem des Archimedes (Le Thé au harem d'Archimède)
- 1986: Der treue Johannes (Mahuliena, zlatá panna)
- 1986: Ehrbare Ganoven (Conseil de famille)
- 1986: Lebenswut (Désordre)
- 1987: Zerstörende Liebe (Les nouveaux tricheurs)
- 1988: Die Dämonen (Les possédés)
- 1988: Versteckte Leidenschaft – Camomille (Camomille)
- 1989: Pleure pas my love
- 1989: Sommerkomödie (Comédie d'été)
- 1990: Die Möchte-Gern-Väter (La fête des pères)
- 1992: Sprachlos (Sans un cri)
- 2001: Viel zu jung (Clément)
- 2002: Kommissar Navarro (Navarro; Fernsehserie, 1 Folge)
- 2002; 2004: La Crim’ (Fernsehserie, 2 Folgen)
- 2003: Nestor Burmas Abenteuer in Paris (Nestor Burma; Fernsehserie, 1 Folge)
- 2004: Clean
- 2005: Hotel Marysol (Le Passager)
- 2008: Ohne Schuld (Pour elle)

## Auszeichnungen (Auswahl)
- César 1987: Nominierung als Bester Nachwuchsdarsteller für seine Rolle in Ehrbare Ganoven